# 显微镜座
显微镜座是南天半球中的一个星座，由法国天文学家尼可拉·路易·拉卡伊于18世纪确立，是拉卡伊星座家族中以科学仪器命名的12个星座之一。显微镜座的英文名来自古希腊语中显微镜一词的拉丁化。它的恒星光芒黯淡，在北半球热带以外的大部分地区几乎不可见。
显微镜座中最亮的恒星是璃瑜增一（显微镜座{\displaystyle \gamma }），其视星等为4.68，是一颗黄色的巨星，和地球相距约381光年。显微镜座中有两个恒星系统拥有行星（WASP-7和HD 205739），另有两个恒星系统拥有岩屑盘（年轻的红矮星显微镜座AU和类似太阳的HD 202628）。二元红矮星系统显微镜座AU和显微镜座AT可能组成了一个三合星系统，同时也是繪架座β移動星群的成员。恒星显微镜座BO昵称为“飞快的显微镜”（Speedy Mic），其自转周期仅9小时7分钟。

## 总体特点
显微镜座是一个小型的星座，其北靠摩羯座，西邻南鱼座和天鹤座，东接人马座，南交印第安座，东南可接触望远镜座。正式的星座边界由尤金·德爾波特于1930年划定，其形状为四边形。在赤道坐标系统中，显微镜座赤经位于20h 27.3m至21h 28.4m间，赤纬位于−27.45°至−45.09°间。显微镜座在地球上的北纬45度以南可见；在北纬45度至北纬62度之间的地区，虽然显微镜座也位于地平线之上，但是实际上和地平线的夹角过小，以至于无法观测到。显微镜座中最亮的恒星视星等仅为4.68，当人身处有光害的区域时很难用肉眼看到。

## 细节特征

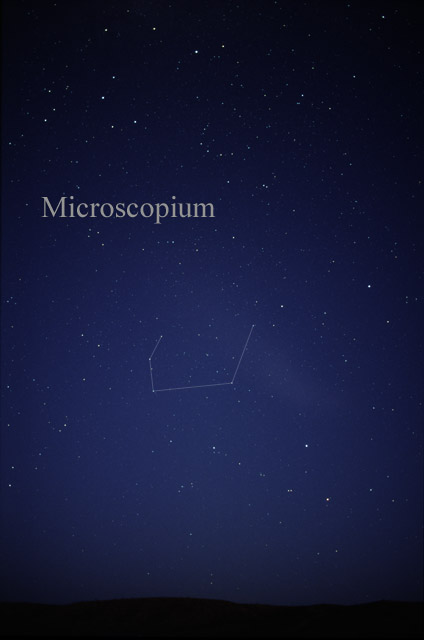
肉眼所见的显微镜座

### 恒星
1756年，法国天文学家尼可拉·路易·拉卡伊记录并以拜耳命名法命名了显微镜座的10颗恒星，分别为显微镜座α至显微镜座ι。拉卡伊最初未将一颗靠近印第安座的恒星归于显微镜座，后被本杰明·阿普索普·古尔德重新命名为顯微鏡座ν。此外，弗朗西斯·贝利认为显微镜座γ和显微镜座ε应当归于南鱼座，但是这一观点没有被制图者广泛认可:181, 210。稍早，约翰·佛兰斯蒂德于1725年在其著作中标记了南鱼座的四颗恒星，这四颗恒星在拉卡伊的命名中分别成为显微镜座γ、南鱼座2、南鱼座3和显微镜座ε:458。在显微镜座的所有恒星中，共有43颗恒星的视星等等于或亮于6.5，这一亮度代表了城郊到农村过渡地带肉眼能够看到的最暗天体。
显微镜座中最亮的恒星是璃瑜增一（显微镜座{\displaystyle \gamma }），位于显微镜座目镜的位置上。显微镜座γ在其6.2亿年的历史上由一颗蓝白色主序星逐渐膨胀冷却成为一颗黄色的巨星，恒星光谱为G6III，直径约为太阳的10倍。根据视差测量数据，显微镜座γ与地球间的距离为229±4光年。

### 有趣的星
它几乎没有显著的亮星，并且对小型望远镜，这里没有什么有趣的东西。北半球中纬度地区在南方地平线晴朗的情况下，可以看见这个星座中的一个双星 - 显微镜座α。显微镜座α星是一个双星，两颗子星相距较远，星等分别为 +5 和 +9.5，从地球看相距+20.6弧秒。

### 深空天体
- NGC 6925：这是一个漩涡星系，边缘对着地球，从地球看向南北方向延伸；星等为 +11.3，用 6 英寸（15厘米）的望远镜可以看见它。
- NGC 6958：这是一个漩涡星系，比NGC 6925略小，星等相同，有一个明亮的核。

### 流星雨
显微镜座流星雨规模较小，一般出现于6月至7月中旬。

## 历史

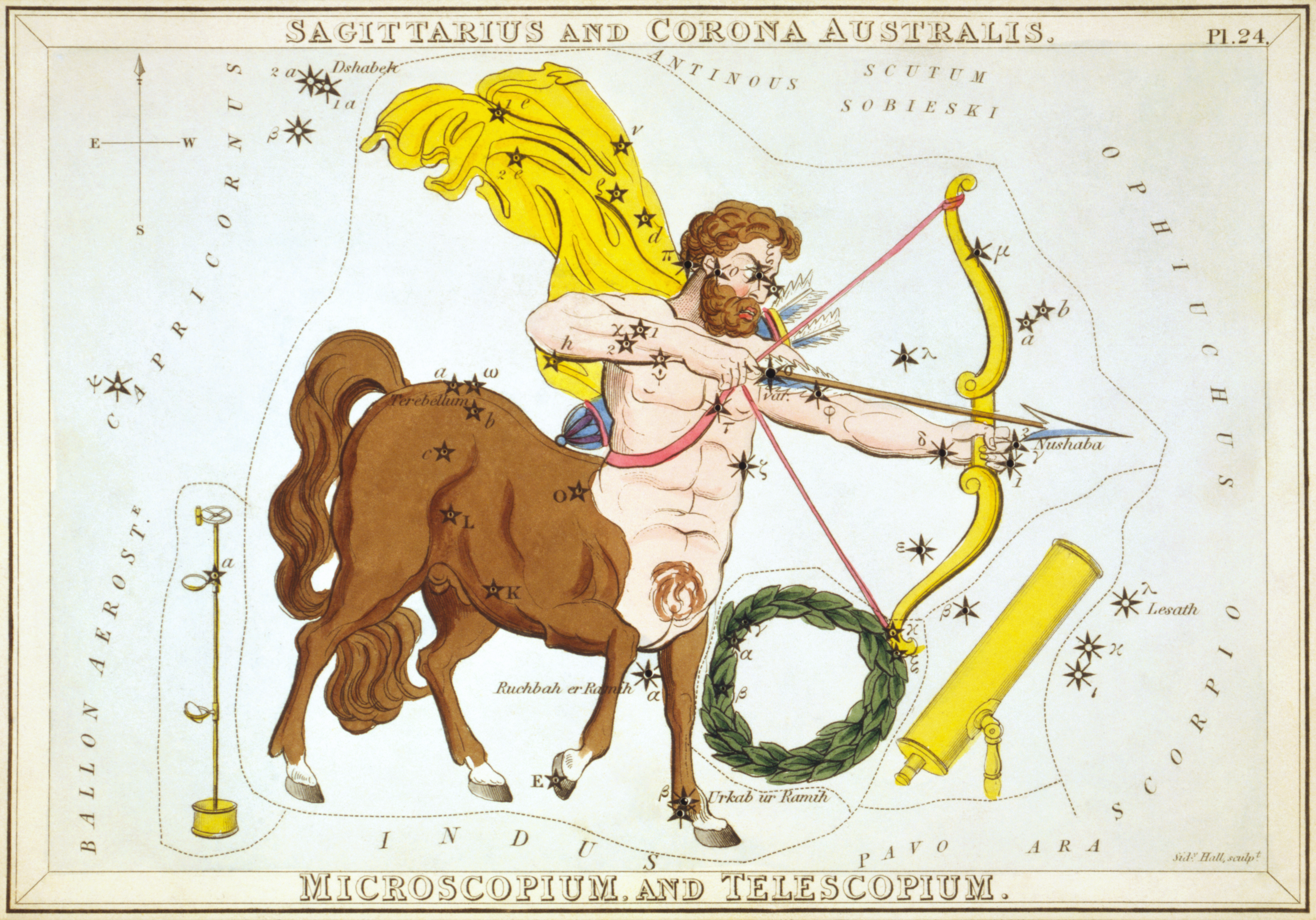
1824年乌剌尼亚之镜星图集中的一张，图中左下角人马后腿附近是显微镜座

组成显微镜座的恒星所处的区域曾被认为是人马座的后腿。约翰·埃拉德·戈尔在其著作中提到，阿卜杜勒-拉赫曼·苏菲认为克劳狄乌斯·托勒密早在公元2世纪就观测到了显微镜座的恒星，但是苏菲未能精确定位这批恒星的位置。显微镜座是由法国天文学家尼可拉·路易·拉卡伊于1751-1752年间确立的，最初以法语命名。拉卡伊在好望角停留了两年，期间观测了10,000颗南天恒星并为其编目登记，确立了14个在欧洲无法观测到的星座，填补了南天半球的空白区域。这14个星座除了1个以外，均以象征启蒙时代的科学仪器来命名:6–7。为了纪念复式显微镜的发明，1763年，拉卡伊在其星图中正式以拉丁化的显微镜一词命名了显微镜座。1922年，国际天文联合会采纳了显微镜座成为现代八十八星座之一，并确认了其缩写为Mic。